# 脳脊髄炎
脳脊髄炎（のうせきずいえん 英: Encephalomyelitis）は脳と脊髄に起こる炎症の総称である。
急性散在性脳脊髄炎（w:Acute disseminated encephalomyelitis）もしくは後感染性脳脊髄炎は脳と脊髄の脱髄疾患で、おそらく ウイルス感染がきっかけとなって引き起こされる。
- 散在性脳脊髄炎。多発性硬化症とも呼ばれている。
- ウマ脳脊髄炎は、カを媒介としたウイルス病で、人とウマに感染し、感染した場合は実際に死に至る原因になる。
- 筋痛性脳脊髄炎（w:Myalgic encephalomyelitis）は中枢神経系の炎症を含む症状で、筋肉の痛みや疲労といった兆候がある。しばしば、 慢性疲労症候群と同じ意味で使われており、病名を分けることについては論争がある[3]。
- 実験的自己免疫性脳脊髄炎（w:Experimental autoimmune encephalomyelitis）(EAE)は、脳炎の動物型である。

鹿児島大学の研究グループは、高度好塩菌に近縁のDNA配列を持つ未知の古細菌が脳脊髄炎の原因となっていたケースを発見し発表している。